# Història de Malàisia
La història de Malàisia, un país del Sud-est Asiàtic, ha estat fortament determinada per la seva posició geogràfica estratègica que la va convertir en un punt de convergència d'influències comercials i internacionals. Per l'oest l'Índia hindú, l'Orient Mitjà islàmic i l'Europa cristiana, mentre que la Xina i el Japó pel nord-est van ser importants influències que van arribar de la mà de les rutes comercials que travessaven la regió. La història malaia es troba també entrellaçada amb la dels seus veïns, Indonèsia, Singapur, Filipines, Brunei i Tailàndia. Aquestes influències producte del comerç i de cultures exògenes van aportar una gran riquesa i diversitat a Malàisia, encara que també van ser vectors de dominació i colonialisme.
La història de Malàisia està marcada per successives onades d'influència forana, seguides per la independència dels poders colonials que obté a mitjan segle xx. Les cultures hindú i budista importades des de l'Índia van dominar la història primerenca de Malàisia. Aquestes cultures van aconseguir la seva cúspide en la civilització Srivijaya de Sumatra, la influència es va estendre per tota Sumatra, Java, la península Malaia i gran part de Borneo entre els segles VII al XIV.
Si bé els musulmans van passar per Malàisia ja en el segle x, no va ser fins als segles XIV i XV que l'islam s'assenta a la península Malaia. L'adopció de l'Islam cap al segle xv es reflecteix en l'augment del nombre de sultanats, el més important dels quals va ser el Sultanat de Malaca. La cultura islàmica no només va tenir una profunda influència en el poble malai, sinó que també va ser influenciada per ell.

## L'arribada dels europeus
Els portuguesos van ser la primera potència colonial que es va establir a Malàisia el 1511, després els van seguir els holandesos. No obstant això, van ser els britànics, qui començant mitjançant l'establiment de bases a Jesselton, Kuching, Penang i Singapur, finalment van establir la seva hegemonia en el territori actual de Malàisia. El Tractat anglo-neerlandès de 1824 va definir les fronteres entre la Malàisia britànica i les Índies Orientals Neerlandeses (que després serà Indonèsia). Una quarta fase en la influència estrangera va ser la immigració de treballadors xinesos i indis per alimentar les necessitats de l'economia colonial establerta pels britànics a la península Malaia i a Borneo.
La primera possessió britànica fou establerta per la Companyia Britànica de les Índies Orientals l'11 d'agost de 1786 a l'illa anomenada Príncep de Gal·les (Penang) cedida pel sultà de Kedah que després la va voler recuperar sense èxit (1790). El 1795 els britànics van ocupar la possessió holandesa de Malaca. El juny de 1801 hi fou afegit un territori continental enfront de l'illa anomenat "Provincia de Wellesley" la possessió de la qual els fou confirmada pel sultà el novembre de 1802, i el 1805 l'illa i la província foren erigits en Presidència de la Companyia Britànica de les Índies Orientals (amb el nom de Presidència de l'Illa del Príncep de Gal·les) que va existir fins al 1830 quan la presidència fou incorporada a la de Bengala. El 1818 els britànics van reintegrar Malaca als holandesos. El 6 de febrer de 1819 els britànics es van apoderar de l'illa de Singapur (formalment cedida pel sultà de Johore el 3 d'agost de 1824). Pel tractat anglo-neerlandès de 1824 Gran Bretanya va recuperar Malaca el 1825 i el 14 d'agost de 1826 es van formar les anomenades "Colòniesde l'Estret" amb l'illa del Príncep de Gal·les, Wellesley, Malaca i Singapur, dependents de la Companyia Britànica de les Índies Orientals (com a presidència separada fins al 1830 quan van passar a dependre de la presidència de Bengala) i des de 1858 de l'Índia Britànica. El 1867 Malaca, l'illa del Príncep de Gal·les rebatejada Penang (incloent el territori continental de Wellesley) i Singapur foren erigides en colònies de la corona, passant a dependre directament de l'Oficina colonial (1 d'abril de 1867). El 1874 el sultà de Perak va cedir un territori als britànics conegut com els Dindings, que va ser integrat a la colònia de Penang (el 1935 els Dindings foren reintegrats a Perak). Les Colònies del'Estret van existir fins al començament de 1942, quan els japonesos van ocupar la península Malaia, dissolent-se oficialment el 1946. Les illes Cocos i Christmas que en depenien (concretament de Singapur) van passar a dependre de Ceilan.
D'altra banda hi havia diversos estats nadius a la península que van caure sota protectorat britànic:
- Naning, ocupat el 1832 i unit al territori de Malaca (la província de Tampin es fa independent)
- Perak el 30 de gener de 1874
- Selangor, octubre de 1874
- Sungai Ujong (Sunjei Ujong) el 1874, amb el sub estat de Terachi
- Jelebu 1883 amb el sub estat de Jempol
- Rembau 1887 amb el subestat de Gunung Pasir
- Sri Menanti (Negeri Sembilan) 1888
- Tampin o Tamping 1888
- Johol (Pasik Besar) 1888 amb el sub estat de Ulu Muar
- Inas (Jelai) 1888
- Gemencheh 1888
- Kelang 1888
- Segamat 1888
- Pahang 1888
- Kedah, Kelantan, Perlis i Trengganu foren cedits per Siam el 9 de juliol de 1909 i posats sota protectorat al mateix moment.

## Invasió japonesa durant la Segona Guerra Mundial

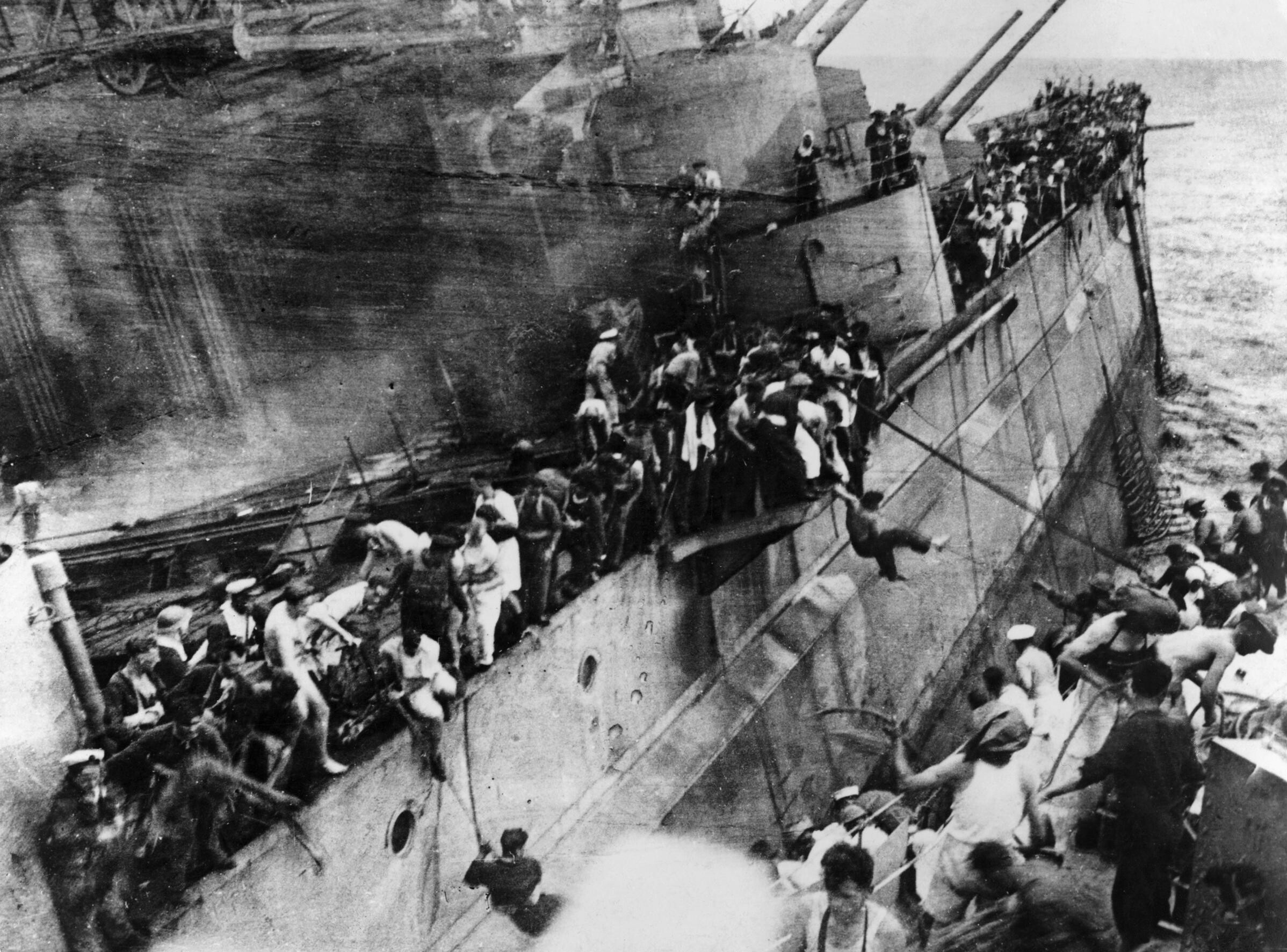
Enfonsament del HMS Prince of Wales. Aquest cuirassat va ser un dels vaixells enviats pels britànics a la zona per aturar l'ofensiva japonesa, havia arribat a Singapur el 2 de desembre de 1941 i va ser enfonsat el 10 de desembre d'aquest mateix any.

La invasió japonesa a Malàisia va sorprendre a les tropes britàniques, que estaven mal preparades. Durant la dècada de 1930, davant la creixent amenaça del poder naval japonès, els britànics havien construït una gran base naval a Singapur, però no s'havia previst una invasió de Malàisia des del nord. A causa també a les necessitats de la guerra a Europa, no existia pràcticament cap capacitat aèria britànica a l'Extrem Orient.
El Japó havia establert el 1941 un acord amb el govern francès de Vichi que permetia l'establiment de bases militars a la Indoxina francesa i alhora arribar a un acord amb el primer ministre tailandès Plaek Pibulsonggram perquè l'exèrcit pogués travessar Tailàndia. El dia 8 de desembre de 1941, un dia després de l'Atac a Pearl Harbor, els japonesos van iniciar la seva ofensiva cap a Malàisia des de les seves bases a la Indoxina francesa amb impunitat i malgrat la resistència de les forces britàniques, australianes i índies, van envair Malàisia en dos mesos.
Kuala Lumpur va caure l'11 de gener de 1942, les tropes britàniques, australianes i índies van retrocedir fins a Singapur, que sense defenses terrestres, sense cobertura aèria i sense subministrament d'aigua, es va veure obligada a rendir-se al febrer de 1942, fent un dany irreparable al prestigi britànic.
Durant l'ocupació en la Segona Guerra Mundial, va créixer el suport popular a la independència. La invasió japonesa durant la Segona Guerra Mundial va acabar amb la dominació britànica sobre Malàisia. La subsegüent ocupació japonesa, que va durar des del 1942 fins al 1945, va desencadenar el nacionalisme a Malàisia i a Borneo.

## La independència
A la regió de la península Malaia el Partit Comunista de Malàisia es va alçar en armes contra els japonesos, i en acabar la guerra va continuar la lluita contra els britànics sota el lideratge de Chin Peng. Els britànics van respondre enèrgicament per reprimir la insurrecció, en la guerra que es va anomenar Emergència malaia, i que va acabar aconseguint l'establiment d'un estat independent anomenat Federació Malaia el 1957. El 31 d'agost de 1963, les colònies britàniques del nord de Borneo i de Singapur van obtenir la independència i van formar una federació anomenada Malàisia juntament amb els estats peninsulars de la Federació Malaia el 16 de setembre de 1963. Gairebé dos anys després Singapur és expulsat de la federació. A principis dels anys 1960 va ocórrer un conflicte amb Indonèsia. Disturbis racials el 1969 van desembocar en la declaració de l'estat d'emergència, i una repressió a l'activitat política i a les llibertats civils que mai ha estat del tot revertida fins ara. Des de 1970 Malàisia va estar governada per la "coalició del Front nacional", liderada per l'Organització Nacional Unida dels Malais (UMNO per les seves sigles en anglès). El creixement econòmic va ajudar a reduir el descontentament polític. Els successius governs de l'UMNO han promogut l'ús de la llengua malaia i han dut a terme una discriminació positiva sistemàtica a favor dels musulmans, mesura que causa un gran ressentiment.
A les eleccions federals de finals del 1964 la coalició va obtenir la majoria, però els extremistes malais de l'UMNO van forçar a Singapur, de majoria xinesa, a retirar-se de la federació el 9 d'agost de 1965. A les eleccions de 1969 els radicals de l'UMNO i el PMIN van criticar al primer ministre d'haver fet cessions als xinesos mentre que el Partit d'Acció Democràtica (Democratic Action Party DAP), el Gerakan, i el People's Progressive Party (PPP, Partit Progressista del Poble) criticaven les mancances de les minories no malaies. En aquestes eleccions la coalició va conservar la majoria però la va reduir i la MCA va perdre bona part de la seva representació. Les queixes del xinesos van causar disturbis a Kuala Lumpur el 13 de maig de 1969 que van causar segurament centenars de morts. El govern parlamentari va quedar en suspens fins al febrer de 1971.
Tunku Abdul Razak, lloctinent de Tunku Abdul Rahman, va agafar la direcció del partit i del govern (temporalment Director del Consell d'Operacions Nacionals) i ja com a primer ministre el setembre de 1970, amb plenes funcions cinc mesos després. El seu govern va continuar una política d'estabilitat, i va incorporar a la coalició al PMIN, que ara portava el nom de Parti Islam Sa-Malaysia (PSM) quedant integrat en un Front Nacional (NF, Barisan National) encapçalat per l'UMNO que incloïa també el MCA i el MIC i algun altre menor. A les eleccions de 1974 va aconseguir més de dos terços dels diputats (amb 2/3 es podia canviar la Constitució) i el control dels 13 estats. Es van evitar els temes sensibles com l'abolició dels sultanats, la posició dels malais o la ciutadania pels no malais. Des de 1971 es va iniciar la New Economic Policy (NEP) o Nova Política Econòmica que va desenvolupar plans quinquennals (1971-1975, 1976-1980 i 1981-1985) destinats a erradicar la pobresa a les zones rurals. El 1971 l'Acord de Defensa amb la Gran Bretanya (AMDA, Anglo Malayan-després Malaysian- Defensa Agreement) fou substituït pel Five Powers Defense Arrangement amb Austràlia, Gran Bretanya, Nova Zelanda, Singapur i Malaysia. El 1974 va reconèixer a la Xina popular però no va variar la seva política interna i externa anticomunista.
El 16 de juliol de 1981, Mahathir bin Mohamad va esdevenir el primer ministre de Malàisia. Va introduir diverses polítiques d'industrialització i modernització, que van ajudar a elevar el perfil de Malàisia com a economia emergent a la regió. Va guanyar les eleccions de l'abril de 1982 amb més de dos terços però després va tenir un litigi constitucional amb els sultans. Però també fou una època de forta expansió econòmica. El govern encara va augmentar la majoria a les eleccions de 1986 (148 escons però ara sobre 177, abans eren 154). A les eleccions de 1990 va obtenir 127 escons de 180 però el 1995 va arribar a la seva màxima valoració amb el 65% del vot i el 84% dels escons.
A les eleccions de 1999 el govern va retrocedir (148 escons sobre 193, amb un 56,5% del vot i el 76% dels escons. El 2003 Mahathir, el primer ministre que més temps havia exercit, va deixar el càrrec a favor del seu lloctinent Abdullah Ahmad Badawi que a les eleccions del 2004 tornava a remuntar amb 198 escons (de 219) amb el 64% del vot (prop del màxim històric) però el 90,5% dels escons (el màxim).
El novembre de 2007 hi va haver dos manifestacions contra el govern: l'anomenat Bersih Rally, amb 40,000 persones, el 10 de novembre, reclamant una reforma electoral i contra la corrupció en el sistema de partits malai que afavorien sempre al Barisan Nasional, que estava al poder des de 1957; l'altra manifestació fou el dia 25 organitzada per l'HINDRAF (Hindu Rights Action Force) protestava per les discriminacions contra els no malais, i va reunir unes 20.000 persones. Aquestos i altres problemes van fer minvar el suport popular i a les eleccions del 2008 només va aconseguir 140 escons (de 222, o sigui el 62,5%) amb el 52% del vot. El 16 d'octubre de 2008 HINDRAF fou declarada il·legal i inclosa a les organitzacions que posaven en perill la seguretat nacional.